# T19 AL 8201 à 8213
Les locomotives-tender T19 8201 à 8213 sont issues de la transformation de certaines locomotives à vapeur du type G11 AL 5501 à 5547 des Chemins de fer impériaux d'Alsace-Lorraine (EL). En effet, ces dernières, dont l'entretien et l'utilisation étaient jugés onéreux au égard des performances après l'apparition des 040 du type G8.1, étaient sous-employées. Par contre le réseau ferroviaire d'Alsace-Lorraine (AL), manquait cruellement de machines pour le service de triage à la butte et il fut donc décidé de tenderiser la série.

## Genèse
En 1928 un essai fut effectué avec la 5518 par la SACM à Graffenstaden, celui-ci se révéla concluant. De 1930 à 1933, douze autres machines de ce type furent radicalement transformées pour l'AL : mise en simple expansion par suppression du compoundage, modification du foyer par réduction de la grille, ajout de soutes à eau latérales et d'une soute à charbon et surtout adjonction d'un bissel arrière identique à celui de l'avant supportant la soute à charbon. Ces locomotives furent les : 5507, 5509, 5510, 5511, 5519, 5521, 5552, 5525, 5528, 5531, 5537 et 5538.
Si la transformation donna satisfaction elle ne fut pas étendue à toute la série car toute la puissance devait être donnée par deux cylindres et non plus trois ce qui occasionna une détérioration rapide de ceux-ci.

## Utilisation et service
Elles furent affectées au service de débranchement dans les triages de : Thionville, Metz, Sarrebourg, Blainville, Réding, Hausbergen et Mulhouse et se permirent même des trains de dessertes locales.
La SNCF hérita de l'ensemble de la série en 1938 et l'immatricula 1-151 TB 201 à 213. Cependant la série fut vite amputée des 1-151 TB 203 et 212 radiées dès 1939 et au sortir de la Seconde Guerre mondiale il manquait les 1-151 TB 207 et 211 qui ne revinrent qu'en janvier 1947. Les 1-151 TB 202 et 206 furent les deux dernières représentantes de la série et furent radiées en décembre 1951.

## Caractéristiques des T19
- Pression de la chaudière : 12 kg/cm2
- Diamètre des cylindres : 600 mm
- Diamètre des roues motrices : 1 350 mm
- Diamètre des roues des bissels : 850 mm
- Capacité des soutes à eau : 10 m3
- Capacité de la soute à charbon : 3,5 t
- Masse en ordre de marche : 96,5 t
- Masse adhérente : 79 t
- Longueur hors tout : 13,92 m
- Vitesse maxi en service : 60 km/h